# 駅ナカ

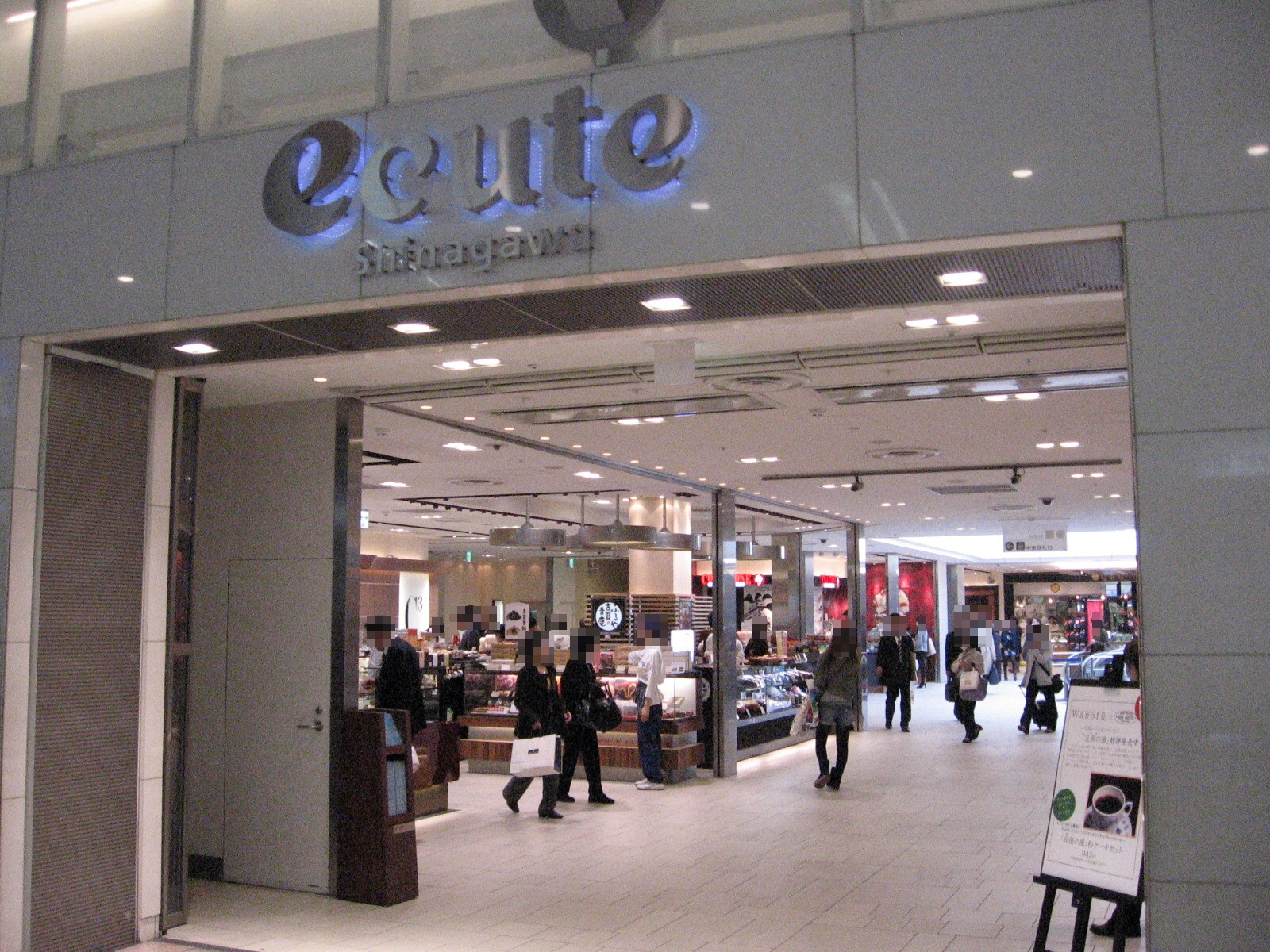
品川駅構内の駅ナカ「エキュート品川」

駅ナカ（えきナカ）とは、日本の鉄道事業者がその管理下にある駅の中や近くで展開する店舗などの通称。東日本旅客鉄道（JR東日本）による呼称などでは、カタカナの「エキナカ」という表記もある。

## 概要

### 起源

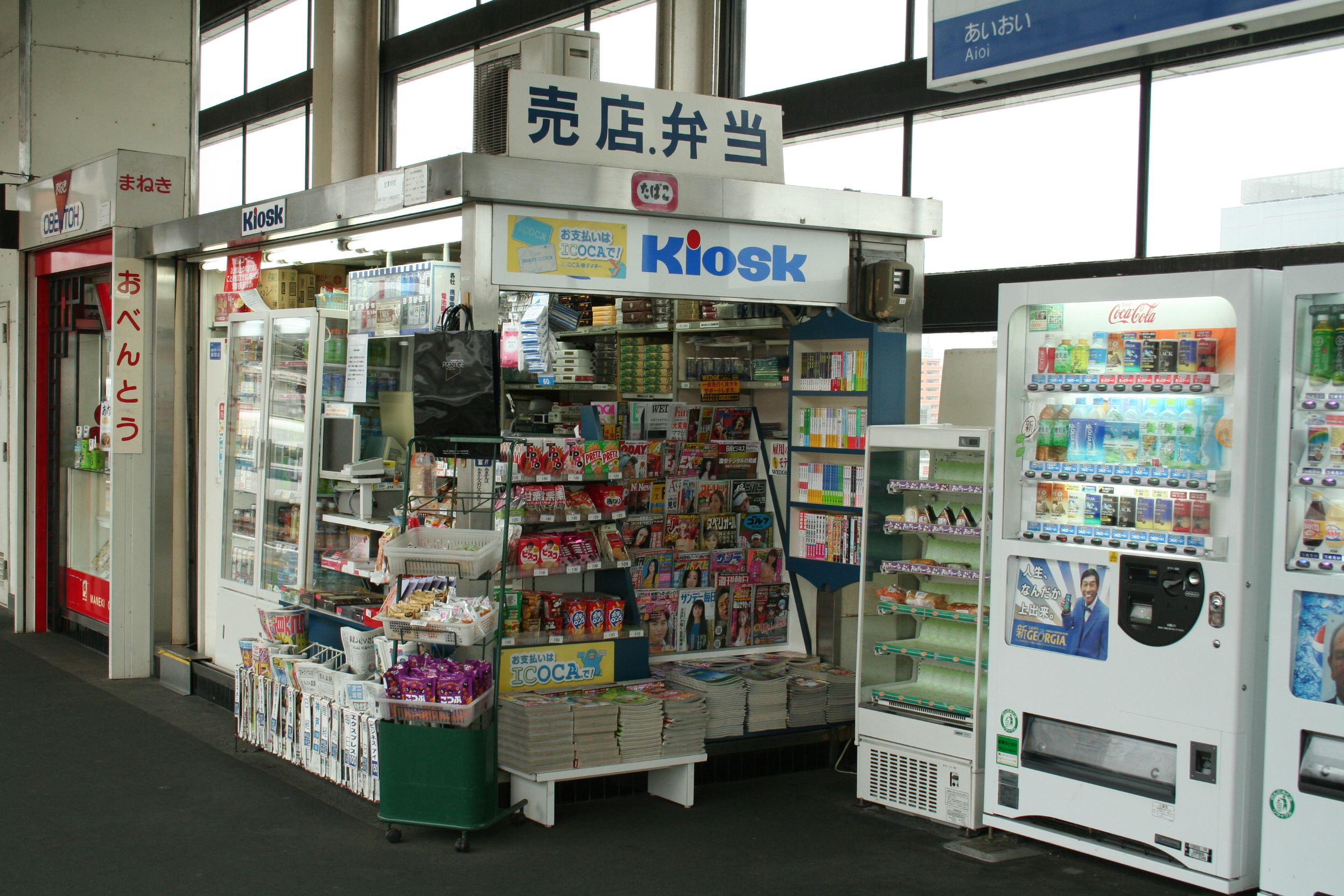
姫路駅ホームの「キヨスク」

駅ナカの語源については諸説ある。JR東日本の若手社員によって作られた名称「エキナカ」を起源とする説や、2003年に高級食品スーパーマーケット成城石井社長（当時）の石井良明が「駅前あるいは駅中のコンビニエンスストア的な利便性を打ち出す」とコメントしたことがきっかけとする説などがある。
日本において、昭和期までに鉄道事業者が駅の改札内外に置いた商業施設は、食堂、立ち食いそば・うどん店（駅そば）、キオスク/キヨスク（小規模売店）など、鉄道利用者への利便性を図った小規模な施設が中心であった。都市部の乗降客数が多い駅や集客力が高いエリアにある駅では、駅舎と商業ビルが一体化した駅ビルやステーションデパートが建設されることもあった。
繁華街にある駅やターミナル駅では、乗降や他線への乗り換えで、改札内外を多くの鉄道利用者が通る。その動線にある通路やコンコースに面したスペースに、鉄道事業者が、従来の小規模売店や駅そばなど以外の業態を自ら主体となって展開するようになった。JR東日本は駅の利便性を高める「ステーションルネッサンス」を2001年（平成13年）に、東京メトロは駅をより便利にする「EKIBENプロジェクト」を2003年（平成15年）に、それぞれ開始した。
こうした事業や店舗に対して、第三者による一般的な呼称としての「駅ナカ」以外に、独自の表記やブランド名を設定している鉄道事業者もある。駅店舗が改札内外どちらにあるかによらず、JR東日本は「エキナカ」とカタカナ書きし、複数の店舗が入る商業施設では駅名（○○）と併せて「エキュート（ecute）○○」または「エキュートエディション○○」と固有名詞をつけている。東京メトロは、駅ナカに該当するエリアを「メトロピア」と呼び、その一部で、エチカ（Echika）と駅名を組み合わせた商業施設を表参道駅を皮切りに複数の駅で展開している。このように、定義や表記は鉄道事業者により違いがある。

### 展開
国鉄分割民営化後発足したJR各社は駅ナカビジネスを本格化、対する私鉄側も各鉄道各社ともに駅ナカ事業に力を入れており、増加およ多様化する傾向にある。主な店舗としては、コンビニエンスストア、飲食店、書店、衣料品店から理容室・保育所など多岐にわたる。特に駅売店（キヨスク）においては大手のコンビニ（例として、東京メトロや東急電鉄系がローソン、西日本旅客鉄道（JR西日本）系はセブン-イレブンなど）との事実上のエリアフランチャイザーとしての業務提携を結ぶ事例が多くあり、それらのブランドの駅ナカ・駅売店などを展開している。
JR東日本の西国分寺駅には2022年4月、ホーム上に診療所が開業した。
大都市圏の乗降客が多い駅にある店舗で直接的な利益をめざすだけでなく、地方や郊外の駅に置く公共的な施設も駅ナカに分類されることがある。JR東日本は、周辺で金属加工業が盛んな上越新幹線燕三条駅改札外に企業が商談や展示に使える「JREローカル・ハブ燕三条」を2023年2月に、那須塩原駅高架下では「エキナカこども食堂」を同3月に開設または誘致した。JR東日本は、新型コロナ禍によるリモートワーク定着などで、首都圏の高収益によりローカル線を支える「内部補助」ビジネスモデルが揺らいでおり、地方での沿線活性化が課題になっていることが背景にある。

## 設置場所による分類

### 改札内
店舗が改札内にある場合、鉄道の利用者は乗降の前後や乗換途中で、追加の費用負担なしに利用できる。
改札外から利用するためには当駅に有効な乗車券、定期券（ICカードを含む）、または入場券が必要である。入場券に有効時間が設定されている場合、店舗滞在時間がその時間を超過した際には、自動改札機では通過できなかったり、追加料金が発生したりする場合もある。ただし、小田急電鉄では商業施設やコインロッカーの利用が証明できれば入場料を払い戻しているほか、近畿日本鉄道では電車を利用しない商業施設の利用客向けに、入場券の金額を商品の購入金額から割り引くサービス付きの入場券を発売している。

### 改札外
店舗が改札外にある場合、駅周辺の住民や鉄道以外での来街者も利用しやすいメリットがある。
改札内から利用するためには一旦下車しなければならない。多くの切符やICカード乗車券は下車前途無効であるため、運賃負担が増したり、または実質的に途中下車不可の場合はその駅から先を乗車する権利を放棄せざるを得なかったりすることがある。

#### 駅ソト
駅の改札外にある店舗や、鉄道事業者が駅直結でない場所へ小売・飲食事業を拡大することを「駅ソト」と呼ぶこともある。

## 問題点・課題
駅ナカにより鉄道会社は収益を拡大でき、消費者にとっても利便性や選択肢が増えるが、駅前の商店・商店街とは競合する面もある。実際に京王井の頭線久我山駅の事例では、駅近くの書店2軒が、京王帝都電鉄と子会社の京王書籍販売を相手に、駅ナカ書店開設の差し止めを求めて東京地方裁判所へ民事訴訟を起こした。
鉄道施設は公共交通機関であるため、固定資産税が減額されているが、その施設内で商店を大々的に営んでおり、租税の公平性に欠けるとして、東京都庁が総務省へ問題提起を行った結果、総務省は固定資産税評価額基準を、2007年（平成19年）3月に改正した。これを受けて東京都主税局は同年度分より、東京都区部内の82駅に対し、鉄道用高架下用地を含めた固定資産税等の課税を実施した。東京都主税局によれば、同年度の追加課税額は、総額で約22億円の増収となった。